# Суханкіна Маргарита Анатоліївна
Маргари́та Анато́ліївна Суха́нкіна, у шлюбі Мару́на (нар. 10 квітня 1964, Москва, РРФСР, СРСР) — радянська і російська оперна і естрадна співачка. Заслужена артистка Російської Федерації (2023).

## Біографія
Народилася в 1964 році в Москві в сім'ї інженерів.
У 1971 році поступила в районну музичну школу по класу фортепіано.
З 1976 по 1984 рік була солісткою Великого дитячого хору Всесоюзного радіо і Центрального телебачення під управлінням Віктора Попова.
У 1979 році співачка поступила в музично-педагогічне училище, яке закінчила в 1983 році з дипломом «Вчителі музики і музичного вихователя».
Починаючи з 1983 року два роки поспіль не вдавалося вступити до консерваторії, в результаті стала студенткою Державного педагогічного інституту імені Гнесіних. Однак вирішила покинути інститут через незгоду з вимогою педагога змінити меццо-сопрано на сопрано.
У 1986 році вступила до консерваторії.
У 1985 році співпрацювала з Андрієм Литягиним для записів в гурті «Зона активності». У 1986 році записала три пісні для першого магнітоальбома гурту «Міраж»: «Відео», «Зірки нас чекають» і «Ця ніч». У 1988 році записала другий альбом «Знову разом» повністю, під пісні і голос з якого гастролювали Тетяна Овсієнко та Ірина Салтикова.
У 1989 році записала третій альбом «Не в перший раз», який так і не вийшов. Під демо-версії цього альбому виступали Катерина Болдишева (своїм голосом) і Тетяна Овсієнко. Після «Міража» у неї почалася кар'єра оперної солістки в Великому театрі.
У 1991 році закінчила консерваторію під керівництвом Ніни Львівни Дорліак.
У 2002 році пішла з Великого театру. Записала «Чуваський альбом». У 2004 році спільно з Наталією Гулькиною записала альбом «Просто Міраж». До 2007 році дует Гулькіна і Суханкіна за рішенням суду отримав назву «Гурт композитора Андрія Литягина „Міраж“». У 2008 році колектив випустив два кліпи — на пісні «1000 зірок» і «Мерехтить ніч».
17 вересня 2009 року вийшов альбом гурту «Міраж» «1000 зірок»; в 2013 році — альбом «Відпусти мене».
З вересня 2016 року виступає з власним музичним колективом і виконує пісні, які вона виконувала будучи в складі гурту «Міраж», оскільки отримала від авторів дозвіл на виконання.
11 лютого 2017 року на НТВ стартував міжнародний дитячий вокальний конкурс «Ти супер!», В якому виступила в якості члена журі.
14 лютого 2017 року автор текстів гурту «Міраж» Валерій Соколов зробив заяву, в якому застеріг від виконання пісень без його дозволу. Він заявив, що дозвіл на виконання ряду пісень («Музика нас зв'язала», «Відео», «Чарівний світ», «Зірки нас чекають», «Чумацький шлях», «Настає ніч», «Сніжинка», «Знову разом», «Сонячне літо», «Електрика», «Ця ніч») отримали від нього тільки Маргарита Суханкіна і її колектив, а також співачка Світлана Разіна, а також що всі зазначені твори виключені з управління Російського авторського суспільства в частині публічного виконання і їх виконання можливе тільки з його згоди.
6 серпня 2019 співачка презентувала свій сольний альбом «Музика нас зв'язала».
У лютому 2020 року організатори концертів за участю Маргарити Суханкіної оголосили про скасування запланованих 23 концертів в різних містах країни. Причиною скасування стала відсутність глядацького інтересу.

## Особисте життя
Перший шлюб — з хорватом Антуном Маруной; взяла його прізвище, яке відтоді не змінювала. Проживала з чоловіком в Німеччині і Швейцарії. Повінчалися в Хорватії за католицьким обрядом. Через два роки шлюб розпався, як стверджує Маргарита, через те, що чоловік зрадив її, жив з іншою і просив більше його не турбувати.
Наступними чоловіками були композитор, піаніст-концертмейстер Великого театру і полковник у відставці (бізнесмен), всі шлюби виявилися недовгими.
У 2010 році Маргарита заявила про планований шлюб з композитором Андрієм Литягиним, причому в ЗМІ з'явилися фотографії Маргарити Суханкіної, яка приміряє білизну для першої шлюбної ночі. У 2013 році співачка всиновила двох дітей — трирічну дівчинку Валерію (нар. 2010) і чотирирічного хлопчика Сергія (нар. 2009), в 2013 році батьки хотіли забрати дітей, мати позбавлена батьківських прав, батька в документах не вказано, у батька 5 судимостей.
У 2014 році співачка розповіла про розлучення з Литягиним, перш за все, через його небажання прийняти її прийомних дітей. Згодом Суханкіна заявляла про те, що історія про її шлюб з Литягиним була «піар-ходом» і жартом, створеною з метою відволікання уваги громадськості від Наталії Гулькіної, яка покинула гурт «Міраж». У 2017 році в програмі «Секрет на мільйон» Маргариту Суханкіну запитували, чи була у неї коли-небудь інтимна близькість з Андрієм Литягиним, причому правдивість відповідей перевіряли на детекторі брехні. Незважаючи на однозначне заперечення нею будь-якого інтимного зв'язку, експерт, аналізуючи показання детектора, був схильний вважати, що Маргарита Суханкіна говорила неправду.

## Дискографія

### У складі гурту «Міраж»
- «Зірки нас чекають» (1987)
- «Знову разом» (1988)
- «Danceremix» (1997)
- «Версія 2000» (1999)
- «Назад в майбутнє» (2001)
- «Кинь» (2003)
- «Старе по-новому» (2004)
- «Міраж. 18 років», чч. 1 і 2 (2006)
- «Міраж 18 років» (2006)
- «Тисяча зірок» (2009)
- «Відпусти мене» (2013)

### Сольна творчість
- «Невидані пісні» (1997)
- «Це не Міраж» (2002)
- «Чуваський альбом» (2003)
- «Музика нас зв'язала» (2019)

### У дуеті з Наталією Гулькіної
- «Міраж любові» сингл (2004)
- «Просто Міраж» (2005)

## Оперний репертуар
- Ольга («Євгеній Онєгін», П. Чайковський)
- Лаура («Кам'яний гість», О. Даргомижський)
- Керубіно («Одруження Фігаро», В. А. Моцарт)
- Флора («Травіата», Дж. Верді)
- Смеральдина і Ніколетта («Любов до трьох апельсинів», С. Прокоф'єв).